# Japan Railways

O logotipo da Japan Rail.

Mapa das áreas da Japan Railways.

A Japan Railways é um grupo de empresas que opera nos caminhos de ferro do Japão, conhecido também pelas siglas JR. Foi criado após a privatização da  Empresa Nacional de Caminhos de Ferro do Japão (JNR) desde 1 de Abril de 1987.
O Grupo JR é o coração da rede ferroviária japonesa, operando a maioria dos serviços de transporte de passageiros, incluindo as linhas de alta velocidade conhecidas comoShinkansen.
| Serviço                 | Nome da companhia                                     | Logo / color do símbolo | Ações    | Regiões de operação        | Notas |
| ----------------------- | ----------------------------------------------------- | ----------------------- | -------- | -------------------------- | --- |
| Passageiro              | JR Hokkaidō Hokkaido Railway Company (JR Hokkaido-)   | Verde-claro             |          | Hokkaido                   | 北海道旅客鉄道 (JR北海道, JR Hokkaido-) Sapporo                                                                                             |
| Passageiro              | JR East East Japan Railway Company (JR East)          | Verde                   | TYO 9020 | Tohoku, Kanto, Koshin'etsu | 東日本旅客鉄道 (JR東日本, JR Higashi Nihon) Tokｙo                                                                                          |
| Passageiro              | JR Central Central Japan Railway Company (JR Central) | Laranja                 | TYO 9022 | Tokai                      | 東海旅客鉄道 (JR東海, JR To-kai) Nagoｙa |
| Passageiro              | JR West West Japan Railway Company (JR West)          | Azul                    | TYO 9021 | Hokuriku, Kansai, Chugoku  | 西日本旅客鉄道 (JR西日本, JR Nishi Nihon) Osaka                                                                                             |
| Passageiro              | JR Shikoku Shikoku Railway Company (JR Shikoku)       | Azul-claro              |          | Shikoku                    | 四国旅客鉄道 (JR四国, JR Shikoku) Takamatsu                                                                                                 |
| Passageiro              | JR Kyūshū Kyushu Railway Company (JR Kyu-shu-)        | Vermelho                |          | Kyushu                     | 九州旅客鉄道 (JR九州, JR Kyu-shu-) Fukuoka                                                                                                  |
| Carga                   | JR Freight Japan Freight Railway Company (JR Freight) | Cinza                   |          | Nacional                   | 日本貨物鉄道 (JR貨物, JR Kamotsu) Tokｙo |
| Instituição de pesquisa | JR Soken Railway Technical Research Institute (RTRI)  | Lilás                   |          | -                          | 鉄道総合技術研究所 (JR総研, JR Soken) existem várias companhias que não efectuam serviço de transporte, tal como a instituição de pesquisas |
| Serviço de TI           | Railway Information Systems (JR System)               | Vermelho-escuro         |          | -                          | 鉄道情報システム (JRシステム, JR System) |